# Красне Перше (Обухівський район)
Кра́сне Перше — село в Україні, Обухівському районі Київської області. Воно розташоване в долині річки Красна. Орган місцевого самоврядування — Красненська Перша сільська рада, розташоване за 5 км від районного центру та за 8 км від річкової пристані Трипілля. Населення — 356 чоловік[джерело?]. Сільраді підпорядковано село Козіївка.

## Історія
Перша згадка про село в історичних документах належить до кінця XI століття, як село Красне.
Біля с. Красного досліджено кургани доби бронзи (II тисячоліття до н. е.) та кочівників X—XII ст., а поблизу с. Козіївки знайдено срібні бронзові римські монети II ст. нашої ери.
Село Красне мало свого князя. Красенський князь Роман Вечесльович в 1165 році допомагав великому князю Київському у війні проти половців. До князівства, окрім інших сіл, належав Василів, що поблизу Макіївки.[джерело?]

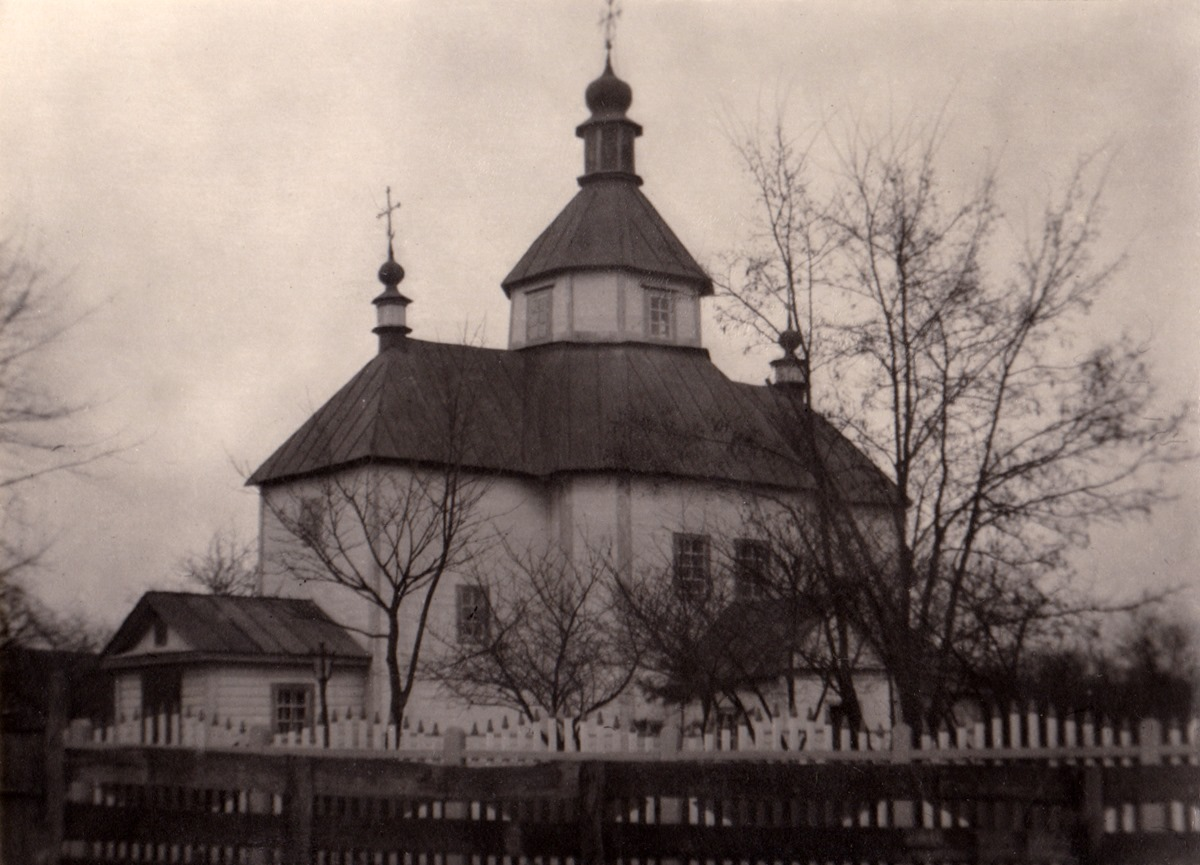
Свято-Михайлівська церква, збудована у 1785р., зруйнована у XX сторіччі.

У селі діяла Свято-Михайлівська церква, що була збудована у 1785 році за допомогою прихожан, до нашого часу не зберіглася. Метричні книги, клірові відомості, сповідні розписи церкви св. Михаїла с. Красне (приписне с.* Козіївка) XVIII ст. — Київської сот. і п., з 1781 р. Київського пов. і нам., з 1797 р. Васильківського, з 1809 р. Київського пов. Київської губ.; ХІХ ст. — Трипільської волості Київського пов. Київської губ. зберігаються в ЦДІАК України.

## Населення

### Мова
Розподіл населення за рідною мовою за даними перепису 2001 року:
| Мова       | Кількість | Відсоток |
| ---------- | --------- | -------- |
| українська | 451       | 96.99%   |
| російська  | 12        | 2.58%    |
| румунська  | 1         | 0.22%    |
| грецька    | 1         | 0.21%    |
| Усього     | 465       | 100%     |

## Постаті
1912-1913 роки в Краснянській земській школі навчався Косинка Григорій Михайлович, два роки проживав у селі Красне у свого діда Онищенко Романа Васильвича.
З 1846 року на хуторі поблизу села мешкав Петро Іванович Рев'якін, етнограф, один з авторів журналу "Основа". Він "развел небольшой лесок и назвал место Волчьей Долиной". П.І.Рев'якіна 1862 року відвідував у "Вовчій Долині" П.Куліш.
Наконечний Олександр Григорович (нар.9 січня 1946)  — український кібернетик та педагог, доктор фізико-математичних наук, професор.
Петров Андрій Миколайович (1978—2016) — солдат Збройних сил України, учасник російсько-української війни.